# 健听女孩
是2021年上映的成长题材喜剧剧情片，由夏安·海德执导、编剧，艾蜜莉雅·瓊斯、欧金尼奥·德贝兹、特洛伊·科特蘇爾、费迪亚·沃尔什-皮洛、丹尼爾·杜蘭特和瑪麗·麥特琳主演，讲述一位听障父母女儿的成长经历。影片由美国、法国、加拿大三国共同制作，翻拍自法国导演艾瑞克·拉提高2014年的作品《閃亮的歌聲》。
影片于2021年1月28日在圣丹斯电影节首映，后被苹果公司以破影展历史纪录的2500万美元买下，2021年8月13日在旗下的Apple TV+流媒体平台上线。影片入选美国电影学会2021年度十佳电影，获提名第79届金球奖最佳喜剧类影片及最佳电影男配角奖。赢得第94屆奧斯卡金像獎最佳影片、最佳改编剧本和最佳男配角三项大奖，以及第75届英国电影学院奖最佳改编剧本和最佳男配角奖。
改编自影片的舞台剧正在开发中，计划在西部聋人剧院上演。

## 剧情
露比·罗西生于马萨诸塞州格洛斯特的一个听障家庭，是家里唯一一个有正常听力的，父亲弗兰克、母亲杰姬和哥哥里奥都是听障人士。露比给家里的捕鱼公司帮忙，计划着高中毕业后全身心投入到这一行。露比参与学校合唱团的面试，希望加入这个由贝尔纳多·维拉洛沃斯（V先生）率领的团队，结果V先生要求她唱歌，把她吓得惊慌失色到跑开了。她后来找V先生说明情况，提到自己小时候口齿不清，常被人欺负。尽管如此，V先生听到露比一展美妙歌喉，还是决定让她进入合唱团，增强自信心。
V先生安排露比和迈尔斯同学搭档，在即将到来的合唱表演中献上二重唱。两人单独进行排练，导致第一次表演时的表现很差劲，V先生见状，坚持要两人一起排练。露比邀请迈尔斯到自己家排练，结果弗兰克和杰姬在隔壁房间做爱的响声打断了两人。露比在饭堂吃饭的时候，无意中听到同班同学在她背后议论这件事，原来是迈尔斯把事情告诉给朋友杰伊，杰伊再传出去的。迈尔斯为自己的行为道歉，但露比依然不想跟他合作，直到后来才原谅了他，继续合作排练。
就在这时，当地渔业理事会的会费水涨船高，制裁措施也是无比严厉，弗兰克和里奥正考虑着要不要把公司关掉。在理事会上，弗兰克公开宣布自立门户，绕过理事会的限制自行卖鱼，邀请其他同行加入。他们让露比给大家宣传，努力让新公司步入正轨。
V先生鼓励露比参加伯克利音乐学院面试，还私底下给她开课，让她做准备。露比接受V先生的培训，但家里的生意已经让她忙不过来，经常迟到或是找借口不上课。V先生非常生气，责怪露比对音乐一点也不上心，还浪费他的时间。
外出捕鱼的第一天，弗兰克和里奥被美国海岸警卫队拦截，理由是未鸣笛和通过无线电回应他们，最终因怠忽职守被罚款，捕鱼执照被撤销。两人不服决定提出上诉，前提是有一位听力正常的人士在听证会上全程协助。露比跟家人们说自己将要毕业，会全身心投入到家里的生意。父母非常支持，里奥非常生气，坚持不让露比帮忙，自行解决问题。
家人去看她的合唱团表演。虽然听不到她的歌声，他们还是从周围观众的反应中看到正面的评价。那天晚上，弗兰克让露比单独为他唱歌，他摸着露比的声带，感受到震动，开始激动起来。后来，全家人开车前往波士顿，陪露比参加伯克利的面试，还偷偷进入面试场地，在看台上观看露比表演。露比刚开始有些紧张，之后看到家人在场，重拾自信，放开了歌唱，还一边歌唱一边打手语，方便家人们理解。
不久后，露比被伯克利录取。她把好消息告诉给家人和V先生，大家都替他感到开心。她还让迈尔斯有空来波士顿找他。与此同时，家里公司的听障员工努力学习手语，希望在听证会上帮到弗兰克和里奥。朋友格蒂开车载露比上学，家人目送两人离开。车子驶向远处时，露比向家人打出“我真的很爱你们”的手语。

## 阵容
- 艾蜜莉雅·瓊斯 饰 露比·罗西（Ruby Rossi）
- 特洛伊·科特蘇爾 饰 弗兰克·罗西（Frank Rossi）
- 丹尼爾·杜蘭特 饰 里奥·罗西（Leo Rossi）
- 瑪麗·麥特琳 饰 杰姬·罗西（Jackie Rossi）
- 欧金尼奥·德贝兹（英语：Eugenio Derbez） 饰 贝尔纳多·维拉洛沃斯 / V先生（Bernardo Villalobos / Mr. V）
- 费迪亚·沃尔什-皮洛（英语：Ferdia Walsh-Peelo） 饰 迈尔斯（Miles）
- 艾米·福赛思（英语：Amy Forsyth） 饰 格蒂（Gertie）
- 凯文·查普曼（英语：Kevin Chapman） 饰 布兰迪（Brady）

## 制作

### 开发与编剧
《健听女孩》由夏安·海德执导、编剧，改编自2014年大热法语片《閃亮的歌聲》。持有版权的原版制片人菲利普·罗塞莱（Philippe Rousselet）与本片制片人帕特里克·沃克斯伯格联系夏安，希望她能在美国翻拍版中担任导演。夏安表示两人对改编原作非常感兴趣，但希望有人能在保留原版背景的前提下，对翻拍版加以改造。2019年5月，百代电影公司和Vendôme Group达成影片制作合作关系，将在未来共同开发英语电影，而本片就是双方合作的第一部作品。
影片设置在美国马萨诸塞州格洛斯特。之所以没跟随原版乡下奶牛场的设定，是因为格洛斯特很像导演夏安小时候放暑假时经常去的北岸。夏安表示：“在我看来，格洛斯特彰显了新英格兰地区风景如画的一面，也体现了工人阶级的毅力。”夏安撰写剧本时学会了40%的美国手语，还得到亚历山大·怀尔斯和安妮·托马塞蒂（Anne Tomasetti）两位听障人士的协助，两人在她眼中是“美国手语大师”。准备过程中，她还参观鱼类加工厂，向当地的港务长了解当局突袭渔船时的场景，得到2016年上映电影《海边的曼彻斯特》导演肯尼斯·洛勒根及渔业非营利组织格洛斯特渔民妻子协会（Gloucester Fishermen's Wives Association）的反馈。顾问和渔民还向夏安传授当地人捕鱼的手法。

### 选角
夏安首先选择瑪麗·麥特琳加入剧组。开发过程中，影片投资方拒绝安排听障演员扮演其余的听障角色，让麦特林扬言退出，除非安排听障演员加入，这才让投资方改变主意。
夏安表示，麦特林扮演的角色打破传统，不想她之前的角色那样“综合了方方面面”，“非常优雅”。她表示：“现实生活中的麦特林非常搞笑，爱开黄色笑话。她的角色是工人阶段渔民的妻子，她性格上的很多方面都很符合这个角色。”麦特林触动自己在洛杉矶聋人西部剧院的关系，给夏安找来几位聋人演员。海德看了特洛伊·科特蘇爾在聋人剧场的表演，安排他扮演渔民父亲。后来他通过面试选定丹尼爾·杜蘭特。麦特林、科特蘇爾和杜兰特三人在聋人剧场音乐剧《春天复苏》中有过合作，很了解彼此。
麦特林对影片的制作很感兴趣，希望观众在电影中感受到听障人士的生活：“日常生活中，从未见过听障者的人可以有不同的方式去了解听障者，比如去了解手语，去见见他们。大家常以为听障者对待生活的方式是单一的，而这部影片就是要打破这种迷思......为了打破这种迷思，影片必须尽可能真实地还原现实。有一点很奇怪，制片方明显掌握着给影片开绿灯，决定演员人选的大权，依旧缺乏影片在讲整个听障人群故事的意识。”科特蘇爾表示：“你必须跳出条条框框来做思考，给出更多选择，而不是只给两个选项......要知道，你之所以写这个剧本，是因为有听障人士存在，不然就变成了我这样写，是因为角色恰好是听障人士。这就是区别。”
针对听障演员，夏安聘请了一群美国手语翻译，轮流负责用手语和口语协助剧组及演员沟通。她还联系了附近波士顿的听障群体，确保有翻译员负责现场沟通。麦特林表示：“夏安真的完全沉浸在我们的文化当中，很努力地学习和我们共事，在片场安排了两位手语导演，外加翻译员，外加懂我们语言的工作人员，大家通力合作，感觉跟其他片场无异，只不过手语让它变得非常特别。”
导演面试了几百位青春期女生，最终选定艾蜜莉雅·瓊斯扮演女主角。开拍前，琼斯参加语音课程，学习手语，总共花了9个月。夏安选择欧金尼奥·德贝兹扮演女主角的合唱团团长，认为他兼具自己大学时音乐老师及高中戏剧加英语老师的影子。

### 拍摄
2019年中旬，影片在马萨诸塞州格洛斯特取景。
影片中的一家人住在塞满船、陷阱和渔网，时常吱吱作响的隔板小屋中。勘景的时候，夏安找到用来拍摄一家人的家的理想之地，拿到房屋主人的拍摄许可。合唱团团长的家是海边一座维多利亚风格的房子，在现实生活中是夏安家人朋友的房子，夏安小时候就去过那里好几次，这次她拿到对方的拍摄许可。夏安还将教她捕鱼的渔民的拖网渔船用作拍摄。被水淹没的采石场在马萨诸塞州罗克波特钢井架采石场（Steel Derrick Quarry）取景。

## 发行
影片于2021年1月28日在圣丹斯电影节首映，为电影节的其中一部开幕影片。影片后来在美国剧情片竞赛单元放映。在2019冠狀病毒病美國疫情影响下，影片放映以线上模式进行。
据法新社报道，影片刚放映，就获得“如潮好评”，包括《综艺》和Deadline Hollywood。IndieWire表示，夏安打造了一部令观众非常满意的催泪电影，其商业承诺极容易引起院线发行商和财大气粗的流媒体平台争夺版权。《今日美国》总结各界评价时，认为在听障社群强大包容性的驱使下，影片令人耳目一新地重启了传统的成长题材青少年爱情片。
首映两天后，影片被苹果公司以2500万美元的破影展纪录价格收购。影片还在电影节上斩获美国评审团大奖、美国剧情片观众奖及评审团整体演出特别奖。导演夏安·海德尔赢得美国剧情片单元最佳导演奖。
影片于2021年8月13日在电影院及流媒体平台Apple TV+上映。

## 评价

### 专业评价
汇总媒体烂番茄收录247条评论，打出96%新鲜度，平均得分7.8/10。网站共识写道：“《健听女孩》的剧情没什么惊喜，但在艾蜜莉雅·瓊斯以强大演出率领的惊人阵容带动下，这个成长题材的故事变得活灵活现。”Metacritic收录44条评论，打出75/100的平均分，表示“普遍好评”。
2023年3月，本片在爛蕃茄發表「270部由21世紀女性執導的電影佳作」清單榜上有名。

### 听障群体的回应
据《今日美國》报道，听障群体对影片的反响不一。他们称赞对听障演员的选角及他们的表演，认为影片打破以往的形象，将听障人士描绘得自给自足、性活跃，非常受欢迎。非营利组织RespectAbility副主席德尔伯特·惠特（Delbert Whetter）表示：“看过这么多将残障人士描绘成无家可归、失魂落魄得需要拯救的故事，再看这个将听障角色描绘成小企业主及捕鱼社区的领导，确实有耳目一新的感觉，其深度及细微之处比肩乃至超越其他同类故事。”听障作家莎拉·诺威克表示：“我喜欢看到这些有新活动的角色，因为电影和图书经常把听障及残障人士描绘成阉人或是处女，非常无聊，也不准确。”
青年小说家珍娜·比康（Jenna Beacom）认为影片大部分内容“缺乏代表性，尤其是听障人士在2021年发挥才能、大展拳脚的能力”，不过很兴奋看到这样的电影存在，从而提升听障人士在电影中的代表性，也希望越来越多听障人士能出现在电影中。她对电影负面描绘听障人士及其子女的经历感到忧心。比康自己就是一位歌手的听障家长，她认为影片将听障人士假设成“无法享受音乐或理解他人快乐”毫无依据。她表示：“撇开音乐不说，我觉得第一代大学生的故事无论如何都很吸引人，不管她学什么......我不认为我们需要音乐才能写出有意思的故事。”
诺威克和比康批评影片在《美国残疾人法》明文規定需要专业手语翻译员的情况中安排健听孩子为父母翻译。

## 奖项
| 奖项                   | 颁奖日期       | 奖项                       | 获得者 | 结果 | 参考          |
| ---------------------- | -------------- | -------------------------- | --- | ---- | ------------- |
| 好莱坞媒体音乐奖       | 2021年11月17日 | 最佳独立电影原创配乐奖     | 马里乌斯·德·弗里斯 | 提名 | [ 22 ] [ 23 ] |
| 好莱坞媒体音乐奖       | 2021年11月17日 | 最佳独立电影原创歌曲奖     | 尼克·巴克斯特（Nick Baxter）、夏安·海德、马里乌斯·德·弗里斯和马特·达汉（Matt Dahan，歌曲《Beyond the Shore》）                                                                     | 獲獎 | [ 22 ] [ 23 ] |
| 好莱坞媒体音乐奖       | 2021年11月17日 | 最佳电影原创歌曲表演       | 艾蜜莉雅·瓊斯（表演歌曲Both Sides, Now） | 獲獎 | [ 22 ] [ 23 ] |
| 好莱坞媒体音乐奖       | 2021年11月17日 | 最佳电影音乐监督           | 亚历山德拉·帕萨瓦斯 | 提名 | [ 22 ] [ 23 ] |
| 好莱坞媒体音乐奖       | 2021年11月17日 | 最佳原声带专辑             | 《健听女孩》 | 提名 | [ 22 ] [ 23 ] |
| 哥譚獨立電影獎         | 2021年11月29日 | 最佳配角表演               | 特洛伊·科特蘇爾 | 獲獎 | [ 24 ] [ 25 ] |
| 哥譚獨立電影獎         | 2021年11月29日 | 最佳配角表演               | 瑪麗·麥特琳 | 提名 | [ 24 ] [ 25 ] |
| 哥譚獨立電影獎         | 2021年11月29日 | 最具突破性表演者           | 艾蜜莉雅·瓊斯 | 獲獎 | [ 24 ] [ 25 ] |
| 美国电影学会奖         | 2022年3月11日  | 年度十佳电影               | 《健听女孩》 | 獲獎 | [ 26 ]        |
| 好萊塢影評人協會       | 2022年1月8日   | 最佳影片                   | 《健听女孩》 | 獲獎 | [ 27 ]        |
| 好萊塢影評人協會       | 2022年1月8日   | 最佳女主角                 | 艾蜜莉雅·瓊斯 | 提名 | [ 27 ]        |
| 好萊塢影評人協會       | 2022年1月8日   | 最佳男配角                 | 特洛伊·科特蘇爾 | 獲獎 | [ 27 ]        |
| 好萊塢影評人協會       | 2022年1月8日   | 最佳女配角                 | 瑪麗·麥特琳 | 提名 | [ 27 ]        |
| 好萊塢影評人協會       | 2022年1月8日   | 最佳整体演出               | 《健听女孩》 | 提名 | [ 27 ]        |
| 好萊塢影評人協會       | 2022年1月8日   | 最佳导演                   | 夏安·海德 | 提名 | [ 27 ]        |
| 好萊塢影評人協會       | 2022年1月8日   | 最佳改编剧本               | 《健听女孩》 | 獲獎 | [ 27 ]        |
| 好萊塢影評人協會       | 2022年1月8日   | 最佳独立电影               | 《健听女孩》 | 提名 | [ 27 ]        |
| 好萊塢影評人協會       | 2022年1月8日   | 最佳原创歌曲               | 《Beyond the Shore》（艾蜜莉雅·瓊斯表演） | 提名 | [ 27 ]        |
| 金球獎                 | 2022年1月9日   | 最佳戲劇類影片             | 《健听女孩》 | 提名 |               |
| 金球獎                 | 2022年1月9日   | 最佳男配角                 | 特洛伊·科特蘇爾 | 提名 |               |
| 奥斯卡金像奖           | 2022年3月27日  | 最佳影片                   | 菲利普·罗塞莱、法布里斯·詹费米、帕特里克·沃克斯伯格 | 獲獎 | [ 28 ]        |
| 奥斯卡金像奖           | 2022年3月27日  | 最佳男配角                 | 特洛伊·科特蘇爾 | 獲獎 | [ 28 ]        |
| 奥斯卡金像奖           | 2022年3月27日  | 最佳改編劇本               | 夏安·海德 | 獲獎 | [ 28 ]        |
| 第28届美国演员工会奖   | 2022年2月27日  | 最佳电影整体演出           | 艾赫尼奥·德伯兹、丹尼尔·杜兰特、艾米莉亚·琼斯、特洛伊·科特苏尔、玛丽·麦特琳、福迪亚·瓦尔什-匹罗                                                                                    | 獲獎 |               |
| 第28届美国演员工会奖   | 2022年2月27日  | 最佳男配角                 | 特洛伊·科特苏尔 | 獲獎 |               |
| 第75届英国电影学院奖   | 2022年3月13日  | 最佳女主角                 | 艾米莉亚·琼斯 | 提名 | [ 29 ]        |
| 第75届英国电影学院奖   | 2022年3月13日  | 最佳男配角                 | 特洛伊·科特苏尔 | 獲獎 | [ 29 ]        |
| 第75届英国电影学院奖   | 2022年3月13日  | 最佳改编剧本               | 夏安·海德 | 獲獎 | [ 29 ]        |
| 第33届美国制片人工会奖 | 2022年3月19日  | 最佳影片                   | 法布里斯·詹费米、菲利普·罗塞莱、帕特里克·沃克斯伯格 | 獲獎 |               |
| 第74届美国编剧工会奖   | 2022年3月20日  | 最佳改编剧本               | 夏安·海德 | 獲獎 | [ 30 ]        |
| Chlotrudis奖           | 2022年3月20日  | 最佳改编剧本               | 夏安·海德 | 提名 | [ 31 ] [ 32 ] |
| 音乐监督工会奖         | 2022年3月20日  | 最佳预告片音乐监督         | 威尔·奎尼（Will Quiney） | 提名 | [ 33 ] [ 34 ] |
| 美国选角工会奖         | 2022年3月23日  | 最佳制片方或独立剧情片选角 | 黛博拉·阿奎拉（Deborah Aquila）、丽莎·扎戈里亚（Lisa Zagoria）、翠西娅·伍德（Tricia Wood）、安杰拉·佩里（Angela Peri）、丽莎·洛贝尔（Lisa Lobel）和梅丽莎·莫里斯（Melissa Morris） | 獲獎 | [ 35 ] [ 36 ] |
| 奥斯卡金像奖           | 2022年3月27日  | 最佳影片                   | 法布里斯·詹费米、菲利普·罗塞莱、帕特里克·沃克斯伯格 | 獲獎 | [ 28 ]        |
| 奥斯卡金像奖           | 2022年3月27日  | 最佳男配角                 | 特洛伊·科特苏尔 | 獲獎 | [ 28 ]        |
| 奥斯卡金像奖           | 2022年3月27日  | 最佳改编剧本               | 夏安·海德 | 獲獎 | [ 28 ]        |
| 卫星奖                 | 2022年4月2日   | 最佳剧情片                 | 夏安·海德 | 提名 | [ 37 ]        |
| 卫星奖                 | 2022年4月2日   | 最佳女配角                 | 玛丽·麦特林 | 提名 | [ 37 ]        |
| 卫星奖                 | 2022年4月2日   | 最佳改编剧本               | 夏安·海德 | 獲獎 | [ 37 ]        |
| 卫星奖                 | 2022年4月2日   | 最佳原创歌曲               | 尼克·巴克斯特、夏安·海德、马里乌斯·德·弗里斯和马特·达汉（歌曲《Beyond the Shore》）                                                                                                | 提名 | [ 37 ]        |